# 멸구족
멸구족은 멸구과에 속하는 곤충 분류군의 하나이다.

## 하위 분류
- 멸구속
- 흰등멸구속
- 애멸구속